# لسان الغزال
لسان الغزال (الاسم العلمي: Botrychium)، جنس نباتات سرخسية، وعائية لا بذرية من فصيلة لسانيات الأفاعي. تُعرف أنواعه باسم نبات القمر. إنها صغيرة، ذات جذور ثخينة، وتتكاثر عن طريق البويغات التي تتناثر في الهواء.